# Gazakrieg (2008–2009)

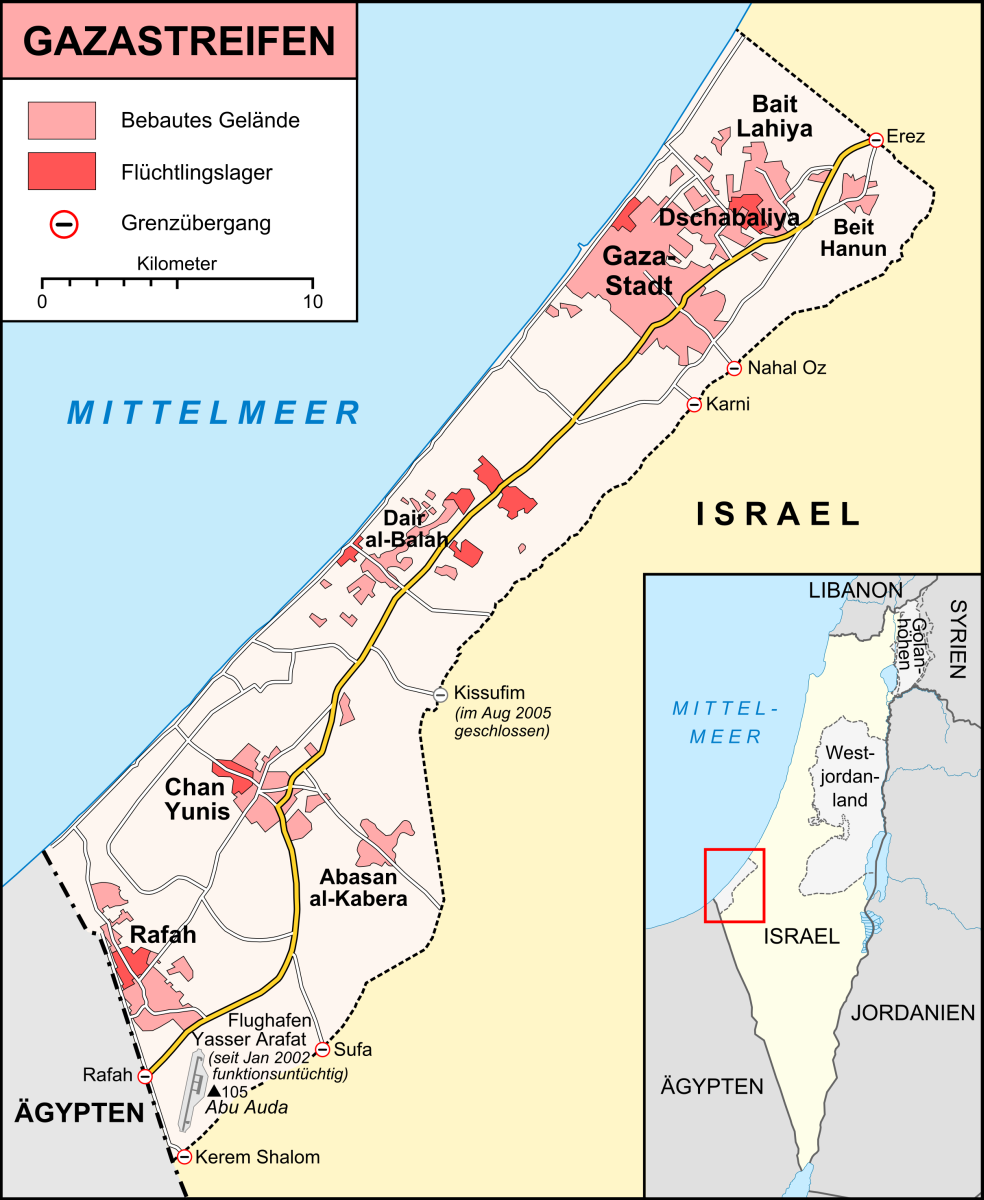
Karte des Gazastreifens

Der Gaza-Krieg (auch Operation „Gegossenes Blei“ genannt) war ein dreiwöchiger bewaffneter Konflikt zwischen palästinensischen paramilitärischen Gruppen im Gazastreifen und den israelischen Streitkräften (IDF), der am 27. Dezember 2008 begann und am 18. Januar 2009 mit einem einseitigen Waffenstillstand endete. Der Konflikt führte zu 1166 bis 1417 palästinensischen und 13 israelischen Todesopfern. In Gaza wurden über 46.000 Häuser zerstört, wodurch mehr als 100.000 Menschen obdachlos wurden.
Ein sechsmonatiger Waffenstillstand zwischen der Hamas und Israel endete am 19. Dezember 2008 und wurde von der Hamas nicht verlängert. Sie nahm den Raketenbeschuss auf den südlichen Teil des hebräischen Staates wieder auf, den sie als Reaktion auf die kriegsbedingte Blockade des Gazastreifens bezeichnete. Der Krieg endete nach 22 Tagen, als Israel einen einseitigen Waffenstillstand erklärte, der daraufhin von der Hamas akzeptiert wurde.
Israel begründete seine Militäroffensive mit dem jahrelangen Beschuss israelischer Städte mit mehreren tausend Qassam- und Katjuscha-Raketen aus dem Gazastreifen. Medien bezeichneten die Kämpfe als Krieg. Der Gaza-Krieg (2008–2009) war die siebte kriegerische Auseinandersetzung im Gazastreifen und der schwerste Luftangriff des Nahostkonflikts nach dem Sechstagekrieg 1967 und vor dem Konflikt Ende 2023.

## Vorgeschichte

### Hintergrund
Der Gazastreifen ist ein etwa 40 Kilometer langes und zwischen acht und 15 Kilometer breites Gebiet, das an Israel, Ägypten und das Mittelmeer grenzt und zusammen mit dem Westjordanland die Palästinensischen Autonomiegebiete bildet. Die Bewohner werden von den Vereinten Nationen bis heute mehrheitlich als Flüchtlinge geführt. Die meisten sind Nachkommen der Menschen, die 1947/48 während des arabisch-israelischen Palästinakriegs flohen. Bis 1967 stand das Gebiet unter ägyptischer Verwaltung, ohne dass die Flüchtlinge von Ägypten staatsbürgerliche Rechte erhielten.
Während des Sechstagekrieges wurde der Gazastreifen durch Israel besetzt. 2005 setzte Israel seinen einseitigen Abkoppelungsplan („Scharon-Plan“) und dessen Weiterentwicklung, den von Ehud Olmert entwickelten sogenannten Konvergenz-Plan, durch. Die israelischen Streitkräfte zogen sich aus dem Gazastreifen zurück, die dort gegründeten israelischen Siedlungen wurden geräumt. Der Gazastreifen wurde durch einen Sperrzaun vom israelischen Staatsgebiet abgetrennt. Fortan war die Ein- und Ausreise in den Gazastreifen nur über den Grenzübergang Rafah nach Ägypten möglich. Etliche Palästinenser verloren dadurch ihre Arbeitsplätze in Israel. Im entstandenen Machtvakuum kämpften die säkulare Fatah und die islamistische Hamas um die politische Vorherrschaft. Im Januar 2006 gewann die Hamas die Parlamentswahlen der palästinensischen Autonomiegebiete und übernahm die Leitung der Autonomiebehörde in Gaza und der Westbank. Im selben Jahr kam es zu einem starken Anstieg der Raketenangriffe auf den Süden Israels. Außerdem kam es zur Entführung von Gilad Schalit (hebräisch גלעד שליט), einem israelischen Soldaten im Rang eines Korporals, durch Angehörige der Hamas. Israel riegelte den Gazastreifen immer häufiger ab, inhaftierte Minister und Parlamentarier der Hamas und bombardierte palästinensische Infrastruktur wie Straßen, Brücken und das einzige Elektrizitätswerk. Bei den israelischen Militär- und Vergeltungseinsätzen kamen im Jahr 2006 über 250 Palästinenser ums Leben.
Nachdem die Hamas Forderungen der USA und der EU nach einem Gewaltverzicht sowie der Anerkennung Israels und bisheriger Abkommen zurückwies, stellten die USA und die EU ihre Zahlungen an die palästinensische Autonomiebehörde ein. Im Frühjahr 2007 willigte die Hamas in eine durch Vermittlung der Arabischen Liga gemeinsam mit der Fatah gebildete Regierung der Nationalen Einheit ein, die jedoch nach wenigen Monaten scheiterte.
Der Höhepunkt gewaltsamer Konflikte zwischen den verfeindeten Organisationen war der Kampf um Gaza, in dessen Folge die Hamas die alleinige Kontrolle über das Gebiet erlangte. In der Folge wurden einerseits Moscheen gebaut, die Wirtschaft gefördert, die Nahrungs- und Gesundheitsversorgung verbessert und die lokale Kriminalität wirksam bekämpft, andererseits ging die Hamas rigoros gegen politische Gegner und sogenannte „westliche Auswüchse“, wie Internet-Cafés, Geschäfte, die Alkohol oder Kondome verkauften, oder Restaurants vor. Presse- und Bürgerrechte wurden unter der Hamas nicht gewährleistet. Der von Israel und der Fatah prophezeite verwaltungstechnische Zusammenbruch blieb jedoch aus. Die Hamas legte im Gazastreifen geheime Rüstungsfabriken, Sprengstofffallen, Waffenlager, Unterstände, Gänge und Bunker sowie Schmuggeltunnel nach Ägypten für den illegalen Warenaustausch und Rüstungsimport an. Seit dem Rückzug der Streitkräfte waren israelische Städte regelmäßig Ziele palästinensischer Raketenangriffe.
Israel reagierte auf die alleinige Machtübernahme durch die Hamas 2007 mit der Verhängung eines strikten Boykotts und erklärte den Küstenstreifen zum feindlichen Gebiet. Dies führte zu Versorgungsengpässen der palästinensischen Bevölkerung, einer Verelendung ganzer Stadtviertel. Das trotz aller Umstände bisher funktionierende Wirtschaftssystem begann allmählich zu kollabieren. Angesichts des offenkundigen Mangels an täglichen Gebrauchsgütern aller Art, fossilen Brennstoffen, aber auch an Rohstoffen für die heimische Produktion, entschloss sich die Hamas, an Waffenstillstandsverhandlungen teilzunehmen.

### Waffenstillstand, Eskalation und Scheitern einer neuen Vereinbarung

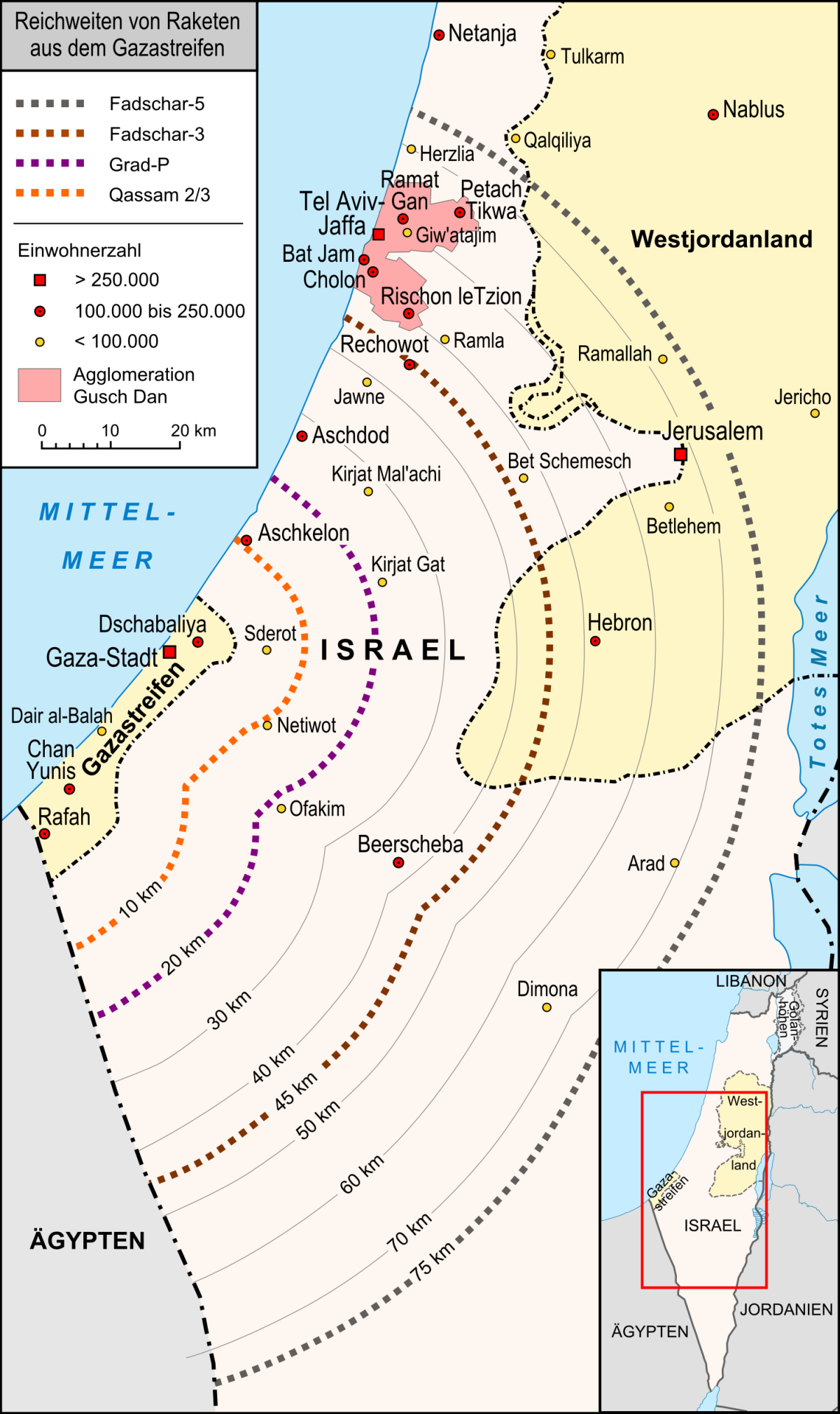
Reichweiten von Raketen aus dem Gazastreifen

Unter ägyptischer Vermittlung konnte im Sommer 2008 ein sechsmonatiger Waffenstillstand vereinbart werden, der am 19. Juni 2008 um 6:00 Uhr in Kraft trat. Die Ziele, die die beiden Konfliktparteien als Beweggrund für den Waffenstillstand ausgaben, wurden verfehlt. Die Anzahl der Raketenbeschüsse ging zwar deutlich zurück (nach israelischen Angaben gab es zwischen dem 19. Juni und 3. November 2008 20 Raketenabschüsse, während für das Gesamtjahr 2008 1571 Raketenabschüsse angegeben werden), aber die Hoffnung der Israelis, die Waffenruhe würde den Beschuss ihrer südlichen Gemeinden vollständig beenden, erfüllte sich ebenso wenig wie das erklärte Ziel der Hamas, die Öffnung der Grenzübergänge für den Personen- und Warenverkehr. Am 4. November 2008 drang die israelische Armee in den Gazastreifen ein und tötete bei Dair al-Balah einen Hamas-Terroristen; bei gleichzeitigen Luftangriffen kamen fünf weitere Kämpfer ums Leben. Den bis zu diesem Zeitpunkt „schwerwiegendsten Bruch des Waffenstillstandes“ begründeten die israelischen Streitkräfte mit der Abwendung von Gefahren, die nach ihrer Darstellung von einem geplanten weiteren Tunnelbau ausging.
Auch in der Folgezeit beschuldigten sich die beiden Konfliktparteien mehrfach gegenseitig, für Brüche des Waffenstillstands verantwortlich zu sein, erklärten jedoch bis kurz vor Ablauf des vereinbarten Zeitraums immer wieder ihre Bereitschaft zu einer Fortführung desselben. Am 18. Dezember 2008 kündigte die Hamas den ohnehin auslaufenden Waffenstillstand mit der schon im Vorfeld wiederholt geäußerten Begründung auf, Israel habe sich nicht an die Vereinbarungen gehalten. Insbesondere sei die Abriegelung des Gazastreifens für wenig mehr als gelegentliche humanitäre Hilfeleistungen gelockert worden. Mary Robinson, die frühere UN-Hochkommissarin für Menschenrechte bestätigte bei einem Besuch des Gazastreifens im November die „schrecklichen Lebensbedingungen“ für die Zivilisten und beklagte eine „schockierende Verletzung vieler Menschenrechte“. Israel erklärte, die Blockade nach anfänglichen Erleichterungen fortgesetzt zu haben, da der Beschuss mit Kassam-Raketen nicht vollständig unterblieben sei und die Hamas die verschiedenen Tunnelanlagen zum Waffenschmuggel genutzt habe.
Nach dem Ende des Waffenstillstandes begann die Hamas mit einem massiven Raketenbeschuss, zunächst auf Nachbarstädte wie Netivot und Aschkelon (dort u. a. auf ein Kraftwerk, das einen großen Teil der Elektrizität des Gazastreifens liefert), dann auch auf die 40 km entfernte Stadt Beʾer Scheva. In den ersten drei Tagen und während des jüdischen Chanukka-Festes schlugen über 300 Raketen auf israelischem Boden ein, zuletzt über 80 am Tag.

## Israels Offensive

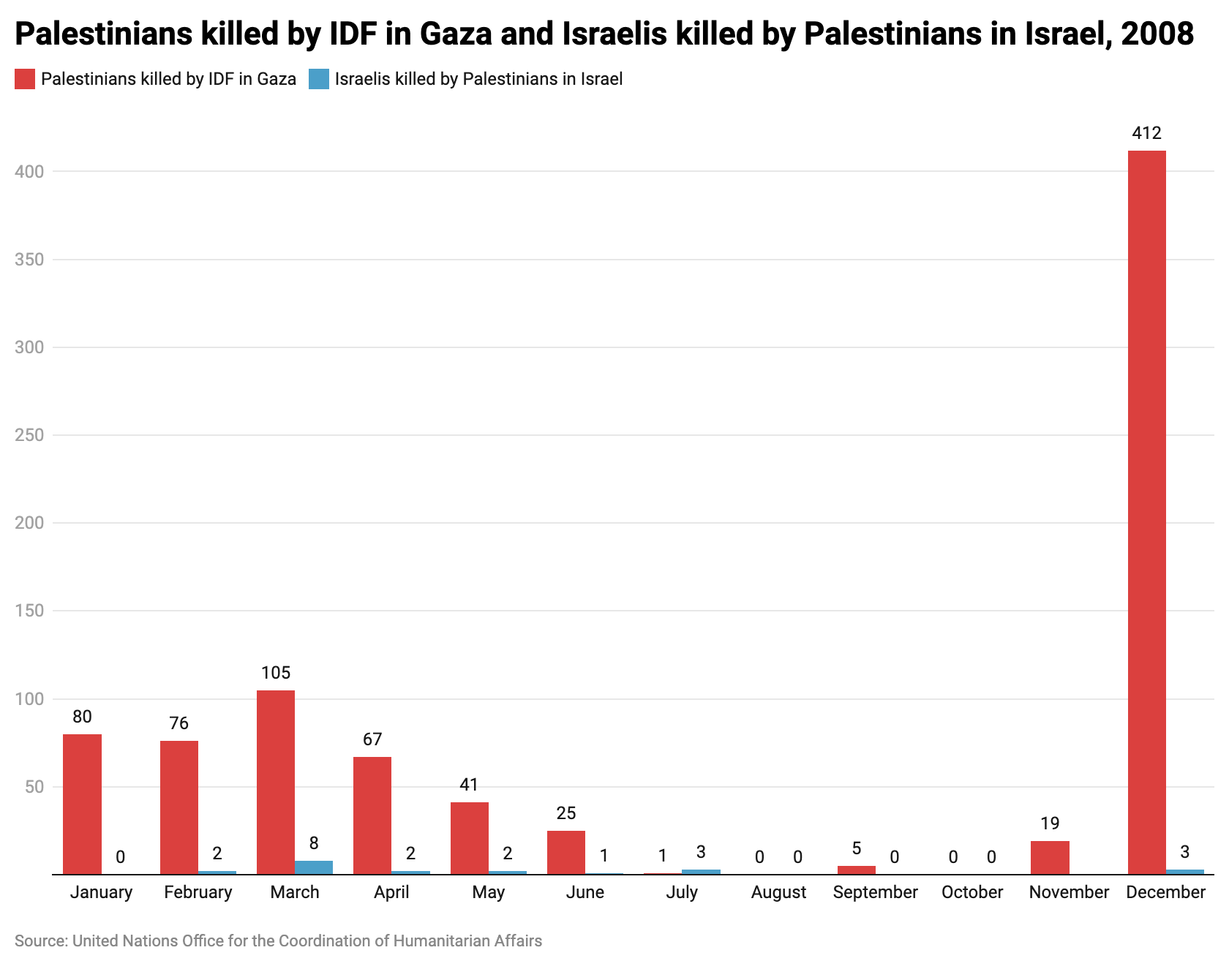
Zahl der Toten auf beiden Seiten

Ehud Barak stand als General a. D. und Verteidigungsminister im Zentrum der Entscheidungsfindung für den Angriff auf den Gazastreifen. Vor dem Hintergrund der eskalierenden außenpolitischen Situation, aber auch den anstehenden Parlamentswahlen im Februar 2009, bei denen er selbst für das Amt des Premierministers kandidierte, sorgte Barak mit Aussagen wie „Es gibt eine Zeit für Ruhe und eine Zeit für den Kampf, jetzt ist die Zeit für den Kampf“ und „Krieg ohne Gnade gegen die Hamas“ für Aufsehen.
Die Operation Gegossenes Blei wurde unter dem Eindruck des brüchigen Waffenstillstands über mehrere Monate hinweg durch die israelischen Streitkräfte vorbereitet. Kampfpiloten der israelischen Luftstreitkräfte trainierten Angriffsszenarien, der israelische Auslandsgeheimdienst Mossad sammelte Informationen, um Polizeistationen, Waffen- und Trainingslager der Hamas in Gaza zu lokalisieren. Die Angriffsstrategie entwarf Verteidigungsminister Barak in Kooperation mit Generalstabschef Gabi Aschkenasi. Der israelische Verteidigungsminister Ehud Barak hatte der Hamas eine letzte Bedenkzeit von 48 Stunden vor der angedrohten Offensive eingeräumt. Gleichzeitig erlaubte er die Lieferung von internationalen Hilfsgütern in den Gazastreifen. Die linke israelische Bürgerrechtsbewegung B’Tselem nennt den Beschuss von israelischen Wohngebieten ein Kriegsverbrechen. Damit kann sich die israelische Regierung auf eine sehr breite Unterstützung für einen Militärschlag stützen. Israel schlug dann aber etwa 24 Stunden früher los. Der vorzeitige Luftschlag kam für die Hamas völlig überraschend, sie rechnete nicht mit dem Beginn der israelischen Offensive am Sabbat.

### Politische Zielsetzung
Zur Zielsetzung der Operation Gegossenes Blei gibt es unterschiedliche Äußerungen. Das israelische Militär nannte als Ziele der Operation die Zerstörung der Hamas-Infrastruktur, wozu sie Polizeistationen, Waffenlager, Moscheen, Ministerien und Wohnhäuser zählte, sowie die Schwächung beziehungsweise Vernichtung der Hamas als Organisation. Aluf Dan Harel, stellvertretender Generalstabschef erklärte: „Wenn wir damit fertig sind, dann wird kein einziges Haus der Hamas in Gaza mehr stehen.“ Der israelische Verteidigungsminister Ehud Barak äußerte sich dagegen zurückhaltender: „Die Verhältnisse dort sollten geändert werden.“ Die israelische Außenministerin Tzipi Livni wurde mit dem Satz zitiert: „Wir wollen die Hamas schwächen.“
Die israelische Regierung kündigte am 10. Januar 2009 an, die Operation Gegossenes Blei weiter intensivieren zu wollen.

### Taktische und strategische Ausrichtung
Die israelischen Streitkräfte standen unter dem Befehl des Südkommandos, eines von vier Hauptkommandos, Kommandeur war Generalmajor (Aluf) Yoav Galant.
Die Operation war in drei Phasen gegliedert: Zunächst sollte in Phase eins (Luftkrieg) durch Luft- und Artillerieangriffe die Infrastruktur der Hamas so weit geschwächt werden, dass Phase zwei anlaufen konnte, gezielte Panzervorstöße zur Trennung des Gazastreifens in zwei Zonen und Einkesselung von Hamas-Hochburgen. Dazu standen über 20.000 Soldaten und hunderte von Panzern und gepanzerten Fahrzeugen (unter anderem die Elite-Einheit Golani-Brigade) an der Grenze zum Gazastreifen in Wartestellung. Phase drei, die vollständige Besetzung des Gazastreifens, war nur mit einem verlustreichen Häuserkampf zu realisieren und lief an, nachdem die israelischen Truppen ihre optimalen Bereitstellungsräume eingenommen hatten. Dieser letzte Kriegsabschnitt stellte für die israelischen Truppen einen hoch riskanten Einsatz dar, da bereits im Libanonkrieg 2006 deutlich wurde, dass sich konventionelle Streitkräfte gegen einen irregulären Gegner, der in einem asymmetrischen Konflikt in urbaner Umgebung einen Guerillakrieg führt, nur schwer durchsetzen können. Obwohl in israelischen Militärkreisen mit nicht unerheblichen Verlusten gerechnet wurde, konnte der letzte Teilabschnitt der Operation Gegossenes Blei mit deutlich geringeren Verlusten, als erwartet, erfolgreich durchgeführt werden.

### Internationale Dimension des Konfliktes
Durch die offene Unterstützung der Hamas durch den Iran, der das Existenzrecht Israels nicht anerkennt, wird der Konflikt verschiedentlich als Stellvertreterkrieg angesehen. Es bestehen Parallelen zum Konflikt Israels mit der Hisbollah im Libanon, die ebenfalls durch den Iran unterstützt wird. Politische Beobachter sehen in dem Konflikt außerdem eine mögliche Vorstufe zu einem direkten Schlagabtausch zwischen Israel und dem Iran. Mehrfach hatten israelische Regierungsmitglieder einen Luftangriff zur Ausschaltung des iranischen Atomprogramms öffentlich diskutiert. Der Leiter des israelischen Auslandsnachrichtendienstes Mossad, Amos Jadlin, warnte vor einem möglichen Zweifrontenkrieg durch die libanesische Schiitenmiliz Hisbollah an der Grenze zu Israel.
Der Konflikt führte zu einer offen zu Tage tretenden Spaltung zwischen arabischen Staaten und Organisationen. So wurde die Politik Ägyptens, den Grenzübergang Rafah zum Gazastreifen auch während des Konfliktes geschlossen zu halten, von arabischen Medien scharf kritisiert. Der Anführer der Hisbollah, Hassan Nasrallah, forderte vom Libanon aus zum Sturz des ägyptischen Präsidenten Husni Mubarak auf. Die von der EU und den Vereinten Nationen unterstützte Vermittlerrolle Ägyptens stand im Kontrast zu dem Bestreben Syriens und des Irans, Israel politisch zu isolieren.

## Verlauf des Krieges

### 27. Dezember 2008
Die Luftangriffe begannen am 27. Dezember 2008 um 11:30 Uhr Ortszeit (9:30 Uhr UTC) durch die IAF. An der Militäraktion nahmen laut Angaben des israelischen Militärs rund 60 Kampfflugzeuge und Hubschrauber teil, die über 100 Tonnen Bomben abwarfen. Die Angriffe richteten sich vor allem gegen Waffen- und Ausbildungslager sowie gegen Werkstätten für Raketenbau. Es wurde auch eine militärische Ausbildungseinrichtung getroffen, wo gerade Offiziere eine Abschlusszeremonie begingen. Die Angriffe forderten nach palästinensischen Angaben 230 Tote und mehr als 700 Verletzte.
Diese Luftangriffe wurden von der überraschten Hamas als „Massaker vom Schwarzen Samstag“ bezeichnet. Hunderte Palästinenser durchbrachen den Grenzzaun zu Ägypten. Daraufhin haben über 300 ägyptische Grenzsicherheitskräfte auf die Flüchtlinge geschossen, um sie in den Gazastreifen zurückzudrängen. Die Hamas feuerte direkt nach Beginn der Offensive mehr als 60 Geschosse Richtung Israel ab. Darunter war auch erstmals eine Grad-Rakete, die eine verbesserte Reichweite hat. Sie traf in Netiwot, einem Ort, der bisher nicht in der Feuerlinie lag, eine Wohnzeile und tötete einen 58-jährigen Familienvater.
Ministerpräsident Ehud Olmert stimmte die israelische Bevölkerung auf längere Kämpfe ein und forderte Geduld, Entschlossenheit und Durchhaltevermögen.

### 28. Dezember 2008
Am 28. Dezember setzte die israelische Luftwaffe ihre Angriffe fort. Dabei zerstörte sie – auch nach eigenen Angaben – 40 Schmugglertunnel, welche den Gazastreifen mit Ägypten verbanden. Die Angriffe am Sonntagmorgen richteten sich vor allem gegen die Sendezentrale von al-Aqsa TV. Das Studiogebäude wurde dabei zerstört. Der Sendebetrieb wurde aber über eine mobile Sendeeinheit aufrechterhalten.
Weiterhin zog die israelische Armee Bodentruppen entlang der Grenze zum Gazastreifen zusammen. 6.500 Reservisten wurden einberufen, um bei einem möglichen Bodenangriff zur Verfügung zu stehen. Aus dem Gazastreifen wurden auch am 28. Dezember Raketen und Mörsergranaten auf Israel abgeschossen. Dabei wurden erstmals zwei Katjuscha-Raketen auf die mehr als 30 Kilometer entfernte israelische Hafenstadt Aschdod abgefeuert. Katjuscha-Raketen wurden bisher nur von der Hisbollah auf den Norden Israels abgefeuert und wurden vermutlich über Ägypten geschmuggelt. Der Führer der Hamas Chalid Maschal rief zu einer Intifada auf und drohte mit Selbstmordanschlägen.
Der ägyptische Außenminister Ahmed Aboul Gheit gab bekannt, dass die Hamas den Transfer von verletzten Palästinensern nach Ägypten verhindere. Ein ägyptischer Grenzpolizist wurde von Hamas-Kämpfern getötet, ein weiterer schwer verletzt.

### 29. Dezember 2008
Beim Bombardement der Islamischen Universität in Gaza-Stadt am 29. Dezember sind möglicherweise Ziad Abu-Tir, amtsältestes Mitglied und hochrangiger Kommandant des „Islamischen Heiligen Krieges“, der militärische Flügel des Islamischen Dschihad, und drei weitere Mitglieder der Gruppe getötet worden. Die Luftwaffe hatte die Angriffe vom 28. und 29. Dezember mit einer Bombenwerkstatt in der Universität begründet. Bei dem Angriff gab es nach Angaben ausländischer Nachrichtenagenturen bis zu 51 zivile Opfer.
16 internationale Aktivisten verschiedener politischer Organisationen versuchten, den Gazastreifen mit einem Schiff zu erreichen, wurden jedoch von der israelischen Marine daran gehindert. Das Schiff steuerte daraufhin den libanesischen Hafen Tyrus an.
Ein IDF-Pressesprecher bestätigte, dass losgelöst von der Errichtung einer Seeblockade des Gazastreifens die israelische Marine eine aktive Rolle bei der Operation Gegossenes Blei einnehme. Ein Video, das von der Marine aufgenommen und auf Nachrichtenseiten gezeigt wurde, zeigt, wie israelische Kampfschiffe die Küstenlinie des Gazastreifens mit Lenkflugkörpern angreifen. Laut Haaretz handelt es sich bei den getroffenen Zielen um Ismail Haniyyas Büro, mehrere Kommando- und Kontrollzentren der Hamas und ein Hamas-Patrouillenboot. Die israelische Marine habe weiterhin am 31. Dezember etliche Hamas-Außenposten und Raketenabschussanlagen angegriffen.

### 30. Dezember 2008
Der ägyptische Präsident Hosni Mubarak erklärte in einer Fernsehansprache, dass er an seiner Entscheidung festhalten werde, den Grenzübergang zwischen Ägypten und dem Gazastreifen trotz der massiven israelischen Luftangriffe nicht zu öffnen. Bei einer Grenzöffnung befürchtet er, dass Israel versuchen könnte, den Gazastreifen vom Westjordanland „abzutrennen“. Der israelische Vize-Verteidigungsminister Matan Vilnai erklärte, dass Israel zu „langen Wochen des Kampfes“ bereit sei. Israels Regierungschef Ehud Olmert lehnte auch eine offenbar von Frankreich vorgeschlagene 48-stündige Waffenruhe in dem Palästinensergebiet ab. Außerdem verwehrt die israelische Regierung von diesem Tag an, entgegen einer Entscheidung des Obersten israelischen Gerichtshofes, ausländischen Journalisten den Zutritt zum Krisengebiet. Gegen diese Beschneidung der Pressefreiheit protestierten neben anderen sowohl Reporter ohne Grenzen als auch der Verband der Auslandspresse in Israel.

### 31. Dezember 2008

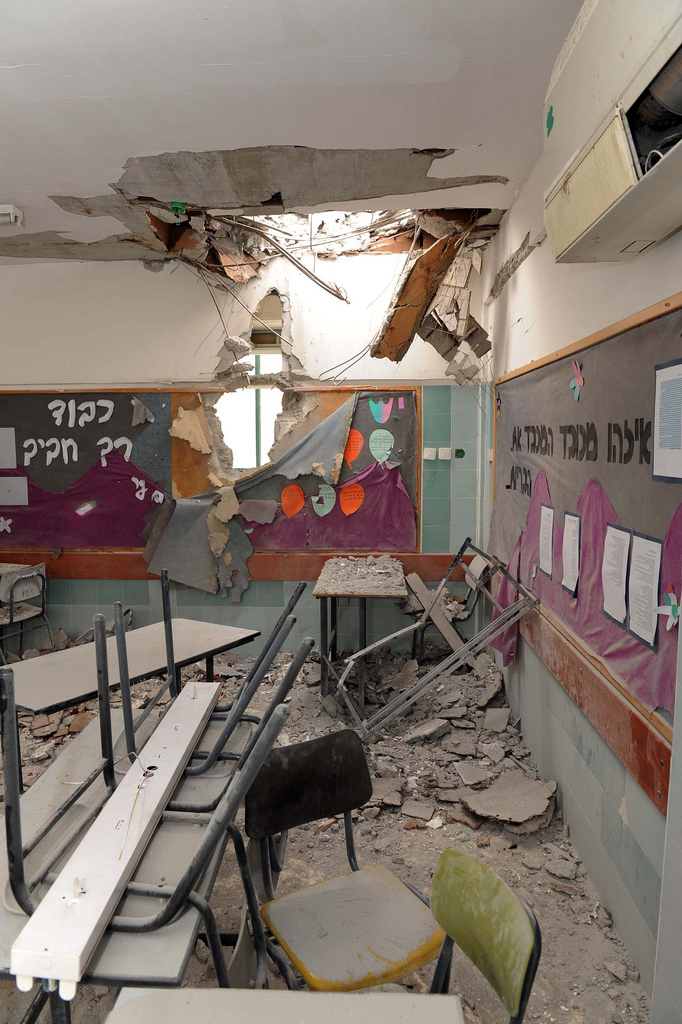
Einschlag einer aus Gaza abgefeuerten Rakete in einen Kindergarten in der südisraelischen Stadt Beʾer Scheva, 31. Dezember 2008

Israel lehnte einen Waffenstillstand ab, weil die Bedingungen dafür nicht gegeben seien. Es wurden weitere Luftangriffe auf Gaza geflogen. Die Vereinten Nationen gaben an, dass mindestens 1/4 der bisherigen Todesopfer Zivilisten seien.

### 1. Januar 2009
Durch die israelische Luftwaffe wurde mit Nizar Rayan ein erstes ranghohes Mitglied der Hamas mitsamt zwei seiner vier Frauen und einigen seiner 12 Kinder getötet, worauf die Hamas mit Drohungen gegen Israel reagierte. Israel kündigte außerdem an, unerbittlich gegen die Hamas vorzugehen, und stand kurz vor einer Bodenoffensive. Einen von Frankreich geforderten Waffenstillstand lehnte die israelische Außenministerin Tzipi Livni erneut ab.
Die Luftwaffe bombardierte eine Moschee im Flüchtlingslager Dschabaliya, die als Waffenlager und Unterschlupf für Hamas-Extremisten gedient haben soll. Am 2. Januar 2009 um 0:00 Uhr verhängte
Israel für das Westjordanland eine zweitägige Ausgangs- und Einreisesperre.
Bis zu diesem Tag hat die israelische Luftwaffe 700 Einsätze geflogen; nach Angaben der palästinensischen Gesundheitsbehörde sind auf ihrer Seite 422 Menschen zu Tode gekommen. Auf israelischem Boden schlugen 700 aus dem Gazastreifen abgefeuerte Raketen ein, dadurch wurden vier Menschen getötet.

### 2. Januar 2009
Hamas-Sprecher Ismail Radwan hatte den Freitag zum Tag des Zorns ernannt und zu Massenprotesten in Jerusalem und im Westjordanland gegen die israelischen Angriffe aufgerufen.
Bis zum 2. Januar 2009 beliefen sich die palästinensischen Gesamtverluste auf 450 Tote, davon jeder Vierte eine Frau oder ein Kind. Die israelischen Verluste betrugen vier tote Zivilisten.

### 3. Januar 2009
Bei Luftangriffen wurden der ranghohe Hamas-Kommandeur Abu Zakaria al-Dschamal und der Kommandant der Hamas in Gaza, Jamal Mamduch, getötet.
Medienberichten zufolge setzte die israelische Armee erstmals im laufenden Konflikt Artillerie ein und begann mit dem Einsatz von Bodentruppen des Israelischen Heers.
Die Israelischen Luftstreitkräften (IAF) griffen eine Moschee in Dschabaliya an, dabei kamen mindestens 16 der dort versammelten Palästinenser ums Leben.
Eine kleine israelische Militärkolonne rückte mit Unterstützung von Kampfhubschraubern in den Gazastreifen ein.

### 4. Januar 2009
In Gaza-Stadt kam es bei der Bodenoffensive laut israelischen Medien zu heftigen Gefechten mit zahlreichen Toten auf Seiten der Palästinenser und mehreren Verletzten auf Seiten Israels. Außerdem sei der Gazastreifen in zwei Teile geteilt worden. Des Weiteren erschossen israelische Soldaten im Westjordanland einen palästinensischen Demonstranten. In den von Israel angegriffenen Gebieten sind laut Augenzeugen etliche Familien geflohen, während Israel damit drohte, die Angriffe bei Bedarf noch auszuweiten.

### 5. Januar 2009
Bei einem israelischen Angriff auf das Haus von Wa’el al-Samouni wurden 21 Mitglieder der al-Samouni-Familie getötet und 19 verletzt. Der Vorfall fand auch Eingang in den Goldstone-Bericht (Seite 159). Im Laufe der Bodenoffensive nahm Israel etliche Hamas-Kämpfer gefangen. Moscheen, Wohnhäuser und Schmugglertunnel wurden bombardiert. Die EU forderte weiterhin erfolglos einen Waffenstillstand, während die Hamas zur weltweiten Ermordung von Israelis aufrief und ankündigte für „ein Morgen ohne Zionisten“ zu sorgen. Des Weiteren kam der Verdacht auf, dass Israel Nebelgranaten auf Phosphorbasis in Gaza einsetzt. Dies berichtete die britische Times. Der Einsatz von Nebelgranaten wurde durch einen Armee-Sprecher bestätigt.
Die humanitäre Lage in Gaza verschlechterte sich so weit, dass neben Medikamenten und Lebensmitteln sogar die Leichensäcke im betroffenen Gebiet knapp wurden.

### 6. Januar 2009
Am Morgen des Tages wurden bei zwei Angriffen in der Nähe von UNRWA-Schulen in Shati bei Gaza sowie in Khan Younis, in denen palästinensische Flüchtlinge untergebracht sind, fünf Personen getötet.
Später am Tag schlugen zwei Panzergranaten (nach anderen Angaben gab es fünf Explosionen) der israelischen Armee unmittelbar vor der Al Fahoura in Dschabaliya im nördlichen Gazastreifen ein. Die Schule diente mindestens 350 Palästinensern als Zufluchtsort vor den Kriegshandlungen, auch vor der Schule hielten sich zahlreiche Personen auf. Laut UNO seien hierbei 30 Personen getötet, 55 verletzt worden. Andere Angaben nennen bis zu 48 Todesopfer und mindestens 55 Verletzte, wieder andere sprechen von deutlich weniger Opfern. Nach Angaben des israelischen Militärs hätten Hamas-Milizionäre Mörsergranaten vom Schulgelände oder dessen unmittelbarer Umgebung aus abgefeuert, weshalb die Armee das Feuer erwiderte: Es sei „nicht das erste Mal, dass palästinensische Militante aus einer UNO-Schule heraus geschossen hätten.“ Im Oktober 2007 hatte die Hamas vom Hof der Schule aus Raketen auf Israel abgefeuert, was von einer Drohne gefilmt wurde. Der UNO-Generalsekretär hatte die Hamas daraufhin verurteilt, die Schule als Raketenstellung missbraucht zu haben. Nach Angaben von palästinensischen Augenzeugen hätten sich die Milizionäre jedoch nicht in der Schule, sondern in der Umgebung aufgehalten.
Durch Eigenbeschuss kamen nach Angaben der israelischen Armee im nördlichen Gazastreifen drei Soldaten einer israelischen Eliteeinheit ums Leben, 24 weitere wurden verletzt (davon einer lebensgefährlich und drei schwer). Ein Panzer beschoss irrtümlich ein Gebäude, in dem sich die Einheit aufhielt.
Generell verlagern sich die Kämpfe zwischen Hamas und der israelischen Armee vom ländlichen Raum zunehmend in dichter bebautes Gebiet. Israelische Bodentruppen rückten in Randgebiete der Städte vor. In Gaza und nördlich davon brach die Wasserversorgung für rund 800.000 Menschen zusammen, berichtet das Wasserwerk von Gaza.

### 7. Januar 2009
Die israelische Armee stellte um 12 Uhr mitteleuropäischer Zeit ihre Angriffe im Gazastreifen für drei Stunden ein. Sie kündigte zudem an, von nun an täglich drei Stunden lang die Waffen ruhen zu lassen, um der Bevölkerung zu ermöglichen, unbeschadet an Nahrungsmittel und sonstige lebensnotwendige Güter zu gelangen. Die israelische Regierung genehmigte die Lieferung von 460.000 Litern Treibstoff und 80 Lastwagen mit Hilfsgütern in den Gazastreifen. Über „humanitäre Korridore“ soll außerdem der Transfer von Verletzten ermöglicht werden.

### 8. Januar 2009
Erstmals im Laufe des Konflikts wurde Israel vom Süden des Libanons aus mit Raketen beschossen. Dabei wurde in der nordisraelischen Stadt Naharija ein Altersheim getroffen. Die israelische Regierung erklärte, dass sich der Vorfall nur mit Duldung der Hisbollah ereignet haben könne, die den Süden des Landes trotz der dort stationierten UNIFIL-Schutztruppe kontrolliert. Die Hisbollah bestritt jedoch, für den Zwischenfall verantwortlich zu sein oder die Täter zu kennen. Libanons Ministerpräsident Fuad Siniora verurteilte den Beschuss Israels vom Libanon aus als „unannehmbar“.
Die UN setzten die Hilfslieferungen nach Israel aus, nachdem am Vormittag ein Hilfskonvoi der UNRWA mutmaßlich durch die israelische Armee beschossen wurde. Dabei wurde ein Fahrer getötet, ein weiterer schwer verletzt. Israel beschuldigte indessen die Hamas, Hilfsgüter für die eigene Versorgung oder zum Weiterverkauf beschlagnahmt zu haben. Die Sprecherin der israelischen Armee, Avital Leibovitch, wies den Vorwurf ebenfalls zurück: „Die israelische Armee hat die Angelegenheit untersucht und herausgefunden, dass die Soldaten den Konvoi nicht beschossen haben. Deshalb weisen wir die Vorwürfe, es habe etwas mit der Armee zu tun, zurück.“
Nachdem am Vortag Helfer in den Gazastreifen gelangt waren, erklärte das Internationale Komitee vom Roten Kreuz (IKRK), die medizinische Versorgung der Bewohner sei unzureichend und die israelische Armee habe über einen Zeitraum von mehreren Tagen gegen die völkerrechtliche Verpflichtung verstoßen, Verwundete versorgen zu lassen. Die israelische Armee reklamierte sowohl den Beschuss von israelischem Gebiet während der vereinbarten Feuerpause durch Raketen unter anderem auf die Städte Aschkelon und Sderot als auch wiederholte Verletzungen der Menschenrechte von Zivilisten durch die Hamas.
Beide Parteien setzten die Kampfhandlungen unverändert fort.

### 9. Januar 2009
Die israelische Offensive ging trotz der UN-Resolution weiter, die von Israel und Hamas gleichermaßen abgelehnt wurde.
Die Freischärler schossen vom Gazastreifen eine Salve von mindestens dreißig Kassam-Raketen ab. Hamas behauptete, den israelischen Militärflugplatz Tel Nof getroffen zu haben, der etwa 27 km von Tel Aviv entfernt liegt.
Die Hamas verkündete, dass nach ihrer Auffassung die Amtszeit von Palästinenserpräsident Abbas abgelaufen sei. Hamas erwarte zwar nicht, das Abbas während des Krieges zurücktrete, sehe deswegen seine Präsidentschaft aber nicht mehr als legitim an. Abbas selbst beruft sich auf ein Gesetz, mit dem festgelegt ist, dass Präsidentschafts- und Parlamentswahlen zum selben Zeitpunkt stattfinden sollen. Demnach habe er noch eine restliche Amtszeit von einem Jahr.
Kurz nach Beginn der täglichen dreistündigen Waffenruhe um 13:00 Uhr Ortszeit feuerte Hamas drei Raketen auf Aschdod ab. Während über den Grenzübergang bei Kerem Schalom Versorgungsgüter in den Gazastreifen geliefert wurden, feuerten Militante mehrere Mörsergranaten auf das Abfertigungsgebäude ab.
Gegen 23:00 Uhr Ortszeit zerstörte eine israelische Drohne ein Fahrzeug einer norwegischen Hilfsorganisation im Flüchtlingslager al-Schati im Norden des Streifens. Das norwegische Außenministerium bezeichnete den Zwischenfall als eine „klare Verletzung des internationalen Rechts“.

### 10. Januar 2009
Während der Nacht wurden aus dem Gazastreifen keine Kassam-Raketen abgeschossen, am Vormittag trafen drei Geschosse Aschkelon und weitere sechs schlugen in offenem Gelände ein.
Die israelische Luftwaffe hat nach eigenen Angaben 40 Ziele in Gaza angegriffen, unter anderem Raketenabschussrampen, Waffendepots, Schmugglertunnel, eine Luftabwehrraketenabschussrampe und Freischärler. Nach israelischen Angaben wurden 15 palästinensische Kämpfer getötet, von palästinensischer Seite wurden vier Getötete bestätigt. Krankenhausärzte erklärten, dass durch israelischen Panzerbeschuss in Dschabaliya acht Personen getötet wurden, die den Ärzten vor Ort zufolge zivile Opfer seien.
Palästinenserpräsident Abbas forderte sowohl Israel als auch die Hamas dazu auf, einem von Ägypten vermittelten Waffenstillstand zuzustimmen und wies Israel ausdrücklich darauf hin, dass es für einen „Wasserfall voll Blut“ verantwortlich sei, wenn es den ägyptischen Vorschlag nicht akzeptiere.
Die humanitäre Lage in Gaza verschlechterte sich weiter. Nach Berichten von Bewohnern des Gazastreifens wurden Trinkwasser- und Lebensmittelvorräte knapp.

### 11. Januar 2009
Israel setzte seine Luftangriffe fort und griff laut Angaben des Militärs über 60 Ziele im Gazastreifen an, darunter auch eine Moschee, die der Hamas als Waffenlager und Trainingscamp gedient habe. Ferner wurde das Haus des Hamas-Militärführers Ahmed al-Dschabari im Norden des Gazastreifens und Schmugglertunnel an der Grenze zu Ägypten bombardiert. Laut israelischen Angaben wurde dabei eine unterirdische Raketenabschussrampe zerstört. Der Spiegel berichtete, dass die Hamas-Spitze aus Angst vor Luftangriffen und gezielten Tötungen seit Wochen untergetaucht sei und ständig ihren Aufenthaltsort wechsele.
Israel und die Hamas setzten ihre militärischen Aktivitäten trotz der UN-Resolution 1860 mit der Aufforderung zu einer sofortigen Waffenruhe, weiter fort. Das israelische Verteidigungsministerium kündigte an, die Operation Gegossenes Blei weiter zu intensivieren. Notfalls sei auch eine vollständige Besetzung des Gazastreifens und der Sturz der Hamas-Regierung anzustreben.
Nach Angabe des Fernsehsenders al-Dschasira wurden bisher 850 Palästinenser getötet (wovon nach israelischen Angaben etwa 300 Hamas-Kämpfer gewesen sein sollen) und rund 3500 verletzt.
Zwei ägyptische Zivilisten sowie zwei Grenzpolizisten wurden durch Schrapnell-Splitter eines israelischen Luftangriffes verletzt.

### 12. Januar 2009
Es kam erneut zu schweren Gefechten im Gazastreifen. Eine Ausweitung der Kämpfe in die Städte, von Israel als dritte Phase bezeichnet, vermied das israelische Militär. Die Kämpfe fanden vor allem im Gebiet nördlich und östlich von Gaza-Stadt statt. Nach Angaben der israelischen Armee setzte Israel erstmals auch Reservisten ein. Bei Luftwaffenangriffen wurden Hamas-Aktivisten, Waffenlager, Abschussrampen für Raketen und ein Schmugglertunnel an der Grenze zu Ägypten beschossen. Das Militär teilte mit, dass sich Bodentruppen Kämpfe mit militanten Palästinensern geliefert hätten, welche sich in einer Moschee versteckt hätten. Anschließend habe man dort Raketen und Mörsergranaten gefunden.
Auch israelische Städte wurden wieder vom Gazastreifen mit Raketen beschossen. Wohnhäuser wurden getroffen, jedoch ohne dass es zu Verletzten kam.
Die vereinbarte Feuerpause, in der 165 Lastwagen mit Hilfsgütern nach Gaza passieren durften, wurde von Israel eingehalten. Die israelische Armee warf der Hamas erneut vor, Raketen während der Pause abgeschossen zu haben. Insgesamt forderte der Krieg nach Angaben von UN-Vertretern bislang 905 Tote auf palästinensischer Seite, davon laut Israel 400 Hamas-Kämpfer (die Hamas selbst gibt keine Angaben über getötete Kämpfer heraus), sowie 4000 Verletzte. Auf israelischer Seite starben bislang 13 Personen, davon drei durch Raketenbeschüsse.
Ismail Hanija, ein führender Vertreter der Hamas im Gazastreifen, kündigte in einer Fernsehansprache am Montag die Bereitschaft der Hamas zu einer Waffenruhe an. Aufgrund der Zersplitterung der Führung der Hamas ist jedoch umstritten, welche Bindungskraft diese Aussage Hanijas besitzt. Die Exil-Führung der Hamas in Damaskus forderte eine Fortführung der Kämpfe.

### 13. Januar 2009
Die israelische Armee schloss Gaza-Stadt vollständig ein. Nach Augenzeugenberichten seien Panzer und Truppen bis in die Vorstädte vorgedrungen. Auch durch die Marine sei Gaza-Stadt unter Beschuss genommen worden. Palästinensische Kämpfer hätten mit Granatwerfern das Feuer erwidert und auf Soldaten und Panzer geschossen. Zu den weiteren Zielen zählen nach Angaben der Armee erneut Schmugglertunnel an der ägyptischen Grenze, ein Hotel im nördlichen Gazastreifen, in dem sich militante Palästinenser befunden haben sollen, sowie mehrere Raketenabschussrampen.
Am Vormittag gab es erneut eine dreistündige Feuerpause, in der 165 Lastwagen mit Hilfsgütern in den Gazastreifen fuhren. Nach Angaben der israelischen Armee hatte die Hamas erneut Raketen während der Feuerpause abgeschossen. Wie bereits am 8. Januar schlugen in Nordisrael aus dem Libanon abgefeuerte Raketen ein.
Trotz der Hilfsleistungen hätte sich die humanitäre Lage im Gaza-Streifen nicht entspannt, teilte die UNO mit. Eine dreistündige Feuerpause reiche nicht aus, da 80 % der Bevölkerung des Gaza-Streifens von Hilfslieferungen abhängig sind. Durch die Kämpfe haben Zehntausende ihre Häuser verloren oder verlassen, 28.100 davon habe die UNO (OCHA) bislang in 36 Notquartieren unterbringen können.
Mit dem EU-Entwicklungskommissar Louis Michel warf unterdessen erstmals ein hochrangiger EU-Politiker Israel die Missachtung des Völkerrechts vor, da es Israels Pflicht sei, für Schutz und Ernährung der Bevölkerung zu sorgen und deren Leben zu erhalten.
Nachdem Vorwürfe laut wurden, Israel setze illegal Phosphormunition ein, teilte das IKRK mit, dass Israels Einsatz von Phosphorgranaten nicht gegen internationales Recht verstoße, da diese nur zur Erzeugung von Rauch oder als Leuchtmittel eingesetzt worden wären: „Wir haben keine Anhaltspunkte, dass es für einen anderen Zweck eingesetzt wird.“

### 14. Januar 2009
Israel flog auch am 19. Tag schwere Luftangriffe auf Gaza-Stadt und auf das Grenzgebiet zu Ägypten, insgesamt wurden 60 Einzelziele angegriffen. Laut Angaben der Tagesschau seien israelische Truppen nur noch 1,5 Kilometer vom Stadtkern entfernt und rücken im Häuserkampf zum Zentrum vor. Im Süden wurde weiter gegen Tunnelanlagen vorgegangen. Die Hamas schoss 15 Raketen und vier Mörsergranaten auf israelisches Territorium ab, ohne größeren Schaden anzurichten. Laut Tagesschau sei anhand dieser zurückgehenden Zahlen die zunehmende Schwächung der Hamas erkennbar.
UNO-Generalsekretär Ban Ki-moon brach in die Region auf, um eine diplomatische Lösung zu forcieren, gleichzeitig appellierte er erneut an die Kriegsparteien, der UN-Resolution 1860 zu folgen und die Waffen ruhen zu lassen.
Dies wurde von israelischer Seite abgelehnt. Die Bedingungen für ein Ende der Kämpfe sieht Israel ausschließlich in der Beendigung des Raketenbeschusses, des Waffenschmuggels und der Hamas-Kontrolle über den Gazastreifen. Die Hamas lehnte die Bedingungen der ägyptischen Friedensvermittlungen ebenfalls als inakzeptabel ab. Moussa Abu Marzuq sagte in einem Interview bei Al-Dschasira, dass diese „nur unter den Bedingungen, die Hamas festgelegt hat, akzeptiert werden. Ein israelischer Rückzug aus Gaza, absolute Waffenruhe und die Öffnung der Grenzübergänge danach.“
Der ägyptische Friedensplan ist zunächst in drei Stufen unterteilt: befristeter Waffenstillstand; unbefristete Waffenruhe; Öffnung der Grenzen zu Ägypten und Israel. Anschließend soll es nach ägyptischen Vorstellungen zu einer Versöhnung von Hamas und Fatah und damit des palästinensischen Volkes kommen. Gerade der letzte Punkt wird als nur schwer realisierbar angesehen, da die Positionen der Hamas-Spitze in Damaskus und der Hamas-Führung im Gazastreifen divergieren. Beide sind mit Verhandlungsführern in Kairo vertreten.
Aus dem südlichen Libanon wurden erneut drei Katjuscha-Raketen nach Israel abgefeuert. Zwei weitere Raketen fielen im Libanon zu Boden. Israel reagierte mit zwei Salven Artilleriefeuer.
Al-Qaida-Anführer Osama bin Laden rief die Muslime in aller Welt zum Heiligen Krieg gegen Israel auf.

### 15. Januar 2009
Israelische Truppen rückten nach Angaben von Augenzeugen tiefer nach Gaza-Stadt vor. Es kam zu schweren Kämpfen mit militanten Palästinensern. Trotz der vormittags angekündigten vierstündigen Feuerpause wurden die Kämpfe nach Augenzeugenberichten fortgesetzt. Gaza-Stadt erlebte dabei die heftigsten Angriffe seit Kriegsbeginn. Dabei wurde der Innenminister und Leiter der Sicherheitskräfte der Hamas, Said Siam, getötet.
Im Tagesverlauf wurden mindestens 15 Raketen vom Gazastreifen aus auf Israel abgeschossen, wodurch in Beʾer Scheva acht Personen verletzt wurden.
Die UN-Zentrale in Gaza-Stadt (UNRWA) geriet unter Beschuss des israelischen Militärs, nachdem in der Nacht zuvor 700 Palästinenser vor den Angriffen in das Gebäude geflohen waren. Drei UN-Mitarbeiter wurden dabei verletzt. Der Großteil der Nahrungsvorräte und Medikamente soll dabei vernichtet worden sein. UN-Generalsekretär Ban Ki Moon verurteilte die Aktion scharf und forderte eine vollständige Untersuchung. Israels Verteidigungsminister Barak sprach von einem „schwerwiegenden Fehler“ und sicherte zu, in Zukunft sorgfältiger darauf zu achten, keine UN-Einrichtungen und Schulen unter Beschuss zu nehmen. Verschiedene Hilfsorganisationen stellten ihre Arbeit vorübergehend ein. Auch das El-Kuds-Krankenhaus wurde beschossen. Durch ein Feuer wurde das Gebäude stark beschädigt.
Mohammed Nassal, Vertreter der Hamas-Führung im Exil, gab bekannt, dass die Hamas auf die Forderung Israels nach einer unbegrenzten Waffenruhe nicht eingehen werde.

### 16. Januar 2009
Nach den schweren Kämpfen am Vortag soll sich die israelische Armee wieder aus dem Zentrum von Gaza zurückgezogen haben. Palästinensischen Angaben entsprechend seien 15 % der Gebäude dort zerstört oder beschädigt worden.
Palästinenser feuerten 22 Raketen auf israelisches Territorium ab. Dadurch wurden mehrere Menschen verletzt.
In Israel wurden Fernsehzuschauer zu Zeugen einer Tragödie, als der in Israel ausgebildete und dort arbeitende palästinensische Arzt und Friedensaktivist Az al-Din Abu al-Aish einen befreundeten israelischen Journalisten mitten in dessen laufender Live-Sendung anrief und ihm berichtete, dass sein Haus soeben beschossen und dabei drei seiner Töchter und eine Nichte getötet wurden. Ein israelischer Panzer hatte in das Gebäude, in dem sich zu diesem Zeitpunkt 18 Mitglieder von al-Aishs Familie aufhielten, Granaten gefeuert. Bedingt durch die große öffentliche Wahrnehmung des Vorfalls, wurde eine verletzte vierte Tochter umgehend von einem israelischen Krankenwagen zur Behandlung ins Shiba-Krankenhaus in Tel Aviv gebracht.

### 17. Januar 2009
Parallel zur Erwägung einer einseitigen Waffenruhe in Israel setzten die Streitkräfte Israels die Angriffe auf den Gazastreifen an diesem Tag seit den frühen Morgenstunden mit Artilleriebeschuss und Bombardierungen aus der Luft weiter fort. Es wurde dabei im Ort Beit Lahija erneut eine Schule der Vereinten Nationen getroffen, in der 1600 Menschen Zuflucht gefunden hatten. Sechs Menschen fanden durch den Angriff den Tod. Ein Sprecher der UN ließ verlauten, die Streitkräfte Israels hätten die Koordinaten der Schule „ganz genau“ gekannt, und forderte, es müsse untersucht werden, ob der gezielte Beschuss einer Schule ein Kriegsverbrechen sei. Telefonberichten zufolge seien die meisten Hamas-Kämpfer untergetaucht und böten der israelischen Armee keinen nennenswerten Widerstand. Palästinensische Augenzeugen sprachen vom „schlimmsten Tag des Krieges“.
In den späten Abendstunden stimmte das israelische Sicherheitskabinett für eine einseitige Waffenruhe im Gaza-Krieg. Ministerpräsident Olmert sagte, Israel habe seine Ziele erreicht. Trotz der Waffenstillstandsverhandlungen gaben verschiedene Hamas-Sprecher wie Osama Hamdan und Fausi Barhum bekannt, dass auch eine einseitige Waffenruhe Israels nicht zum Ende der Raketenangriffe führen würde. Es entscheide nicht die Politik, „sondern die Schlacht“, sagte Hamdan in Kairo. Hamas-Vertreter im Libanon erklärten, die Kämpfe erst einstellen zu wollen, wenn Israel seine Soldaten abgezogen habe. In der israelischen Stadt Beʾer Scheva schlugen kurz nach Verkündung des Waffenstillstands mindestens acht Raketen aus dem Gazastreifen ein.
Ahmad Dschannati, einer der ranghöchsten Ajatollahs im Iran, rief unterdessen zur Tötung von Israels Außenministerin Tzipi Livni auf.

### 18. Januar 2009

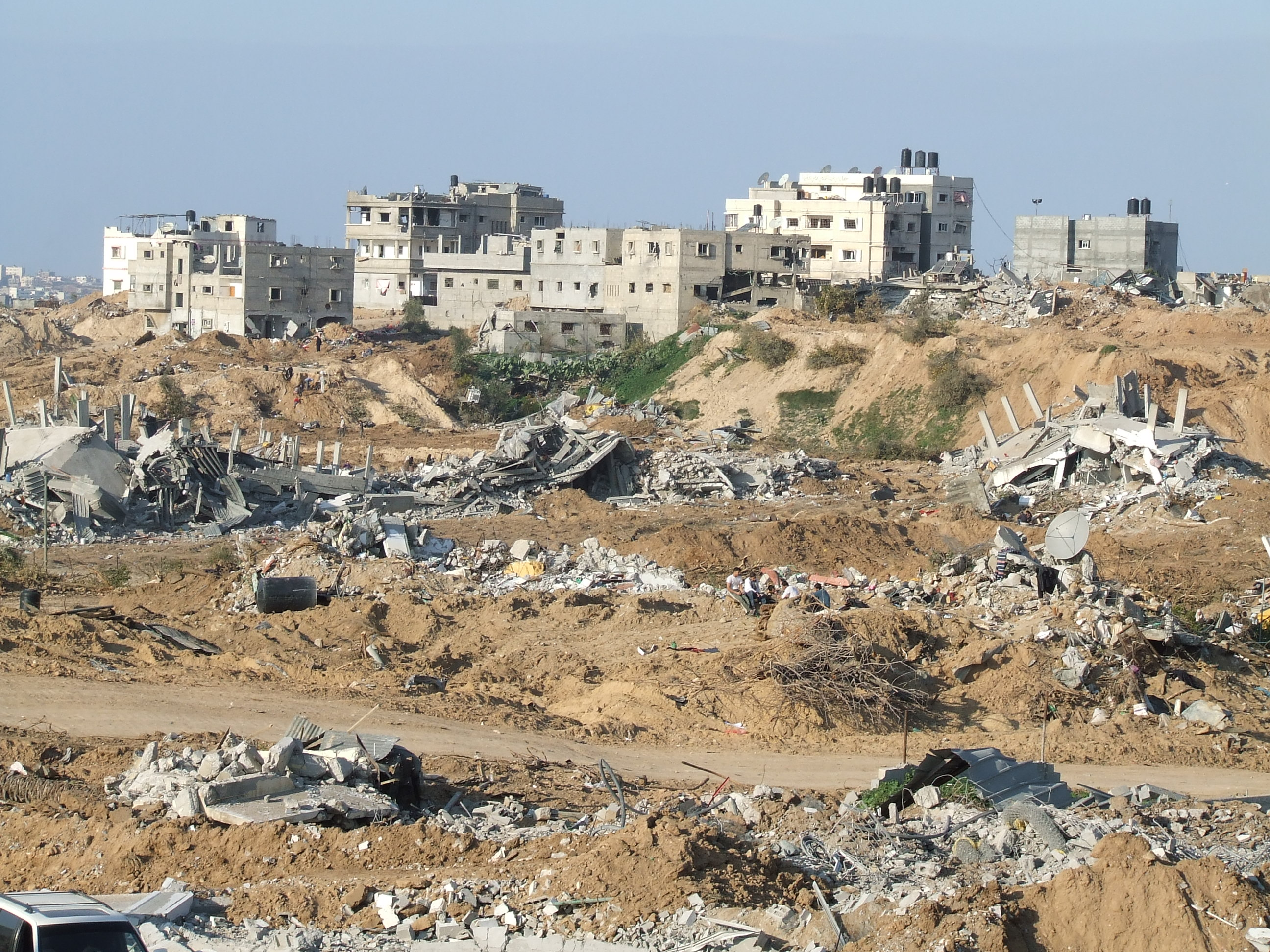
Jabalia (bei Gaza) nach dem Rückzug der IDF

Ein Sprecher der Hamas verkündete in Kairo im Namen von Hamas und ihren Verbündeten einen sofortigen Waffenstillstand und gab Israel eine Frist von sieben Tagen, um sämtliche Truppen aus dem Gazastreifen abzuziehen und die Grenzen für die Versorgung der Bevölkerung zu öffnen.
Nach der Waffenstillstandserklärung der Hamas begann Israel mit einem Rückzug der Bodentruppen aus dem Gazastreifen. Es sei nie das Ziel Israels gewesen, den Gazastreifen zu besetzen, erklärte Ministerpräsident Olmert. Regierungsangaben zufolge wurde der Truppenrückzug bereits am 20. Januar, dem Tag der Amtseinführung des US-Präsidenten Barack Obama, vollzogen.

### Weitere Entwicklung
Nachdem am Vortag ein israelischer Soldat getötet worden war, griff Israel am 28. Januar 2009 erneut den Gazastreifen an. Ziel war es, einen Tunnel zwischen Palästina und Ägypten zu zerstören, durch den vermutlich Waffen von Ägypten nach Palästina geschmuggelt wurden. Anschließend schlugen palästinensische Raketen in der Negev-Wüste ein.
Ungeachtet der Waffenruhe wurden aus dem Gazastreifen erneut Raketen und Granaten auf den Süden Israels abgefeuert. Die Hamas wies die Verantwortung für die Angriffe von sich, wohingegen sich kleinere Gruppen zu ihnen bekannten. Ein Geschoss schlug am 1. Februar 2009 in der Nähe eines Kindergartens ein. Zwei Menschen wurden bei den Angriffen verletzt. Israels Premierminister Ehud Olmert kündigte eine „harsche und nicht etwa eine proportional angemessene“ Reaktion des israelischen Militärs an. In der Folge flog die israelische Luftwaffe wieder Angriffe auf Ziele im Gazastreifen, v. a. in der Gegend um Rafah. Unter den Zielen waren eine Polizeistation und mehrere Tunnel nahe der ägyptischen Grenze.

## Vorwarnungen
Nach Berichten der israelischen Regierung und der UNO gab es zahlreiche Warnungen vor Angriffen in Form von Telefonanrufen oder aus der Luft abgeworfenen Handzetteln.
Dieses Vorgehen nennt das israelische Militär „Dachklopfen“. Bevor ein Ziel bombardiert wurde, erhielt das fragliche Gebäude einen Telefonanruf in arabischer Sprache, damit das Gebäude evakuiert werden konnte. Die Vorgehensweise, welche auch vor der Tötung von Nizar Rayan angewandt wurde, wird vom palästinensischen Zentrum für Menschenrechte als psychologische Kriegsführung eingestuft, da sie nicht nur der Vermeidung ziviler Opfer, sondern auch der gezielten Verunsicherung dienen würde.
Zusätzlich warnte Israel unbeteiligte Bürger in Gebieten, in denen Militäroperationen beabsichtigt waren, mit Flugblättern. Auf diesen war zu lesen, dass die israelische Armee nicht gegen die Bewohner aus Gaza, sondern nur „gegen Hamas und die Terroristen“ vorgehen werde. Die Bürger wurden aufgefordert, die israelischen Anweisungen zu befolgen, um in Sicherheit zu bleiben. Die UNO berichtete, dass in einigen Fällen die Angriffe nur fünf Minuten nach dem Fluchtanruf erfolgten.
Aufgrund der hohen Bevölkerungsdichte im Gazastreifen und den geringen Abständen zwischen den Wohnungen verursachte dies nicht unerhebliche Paniken und Unsicherheiten unter den Bewohnern. Amnesty International und die Vereinten Nationen stellten fest, dass es in den dicht besiedelten Gebieten des Gazastreifens gar keine „sicheren“ Plätze für die Zivilbevölkerung gebe.

## Ergebnis
Die Hamas begann sofort nach Ende des Krieges, die Schmugglertunnel nach Ägypten wieder in Betrieb zu nehmen und neue Tunnel auszuheben. Nach Berichten des Spiegel sank die Akzeptanz der Hamas in der Bevölkerung des Gazastreifens. Einer Umfrage der Friedrich-Ebert-Stiftung und des Jerusalem Media Communication Center (JMCC) vom 29. bis 31. Januar 2009 zufolge befanden 35,2 % der Befragten im Gazastreifen, dass die Hamas den Konflikt zu ihren Gunsten entschieden habe. Nur 21,4 % befürworteten, dass die Hamas die Verantwortung für den Wiederaufbau des Gazastreifens übernehmen sollte. 28 % der Bewohner des Gazastreifens hätten zum Zeitpunkt der Umfrage die Hamas gewählt, 33,6 % hätten sich für die Fatah entschieden. Ein anderes Bild ergaben Umfragen im palästinensischen Westjordanland. Dort war ein starker Zuwachs der Sympathie für die Hamas bei gleichzeitigen Verlusten der Fatah zu verzeichnen. Die Zustimmung für die Hamas im Westjordanland stieg von 12,8 % im November 2008 auf 26,5 % im Januar 2009.
Nach Angaben der palästinensischen Menschenrechtsorganisation PCHR beträgt die Anzahl der getöteten Personen 1417, davon 926 Zivilisten (unter ihnen 313 Kinder und Jugendliche im Alter unter 18 Jahren und 116 Frauen). Nach israelischen Angaben kamen 1166 Palästinenser ums Leben, davon 295 Zivilisten (unter ihnen 89 Opfer unter 16 Jahren). Umstritten ist bei der Zählweise unter anderem die Einordnung von Hamas-Sicherheitskräften wie Polizisten. Israel argumentiert, diese seien Mitglieder einer Terrororganisation. PCHR hingegen vertritt die Position, dass die Hamas in einen zivilen und bewaffneten Flügel gespalten ist und es deshalb illegal sei, Polizisten als bewaffnete Kämpfer einzustufen. Die israelische Darstellung, dass Hamas-Aktivisten in Zivil kämpften und somit die Zahl der zivilen Opfer manipuliert sei, wurde nachweisbar, als ein ARD-Kameramann heimlich Bilder von Hamas-Kämpfern in ziviler Kleidung mit darunter versteckten Kalaschnikows aufnehmen konnte. Auf israelischer Seite starben drei Zivilisten und 10 Soldaten, vier von ihnen durch Beschuss aus den eigenen Reihen, 84 Israelis wurden verletzt. Einem Bericht des PCHR zufolge haben die von der Hamas kontrollierten Sicherheitskräfte und nicht identifizierte Bewaffnete während der Operation Gegossenes Blei dutzende Menschenrechtsverletzungen begangen. Dabei sollen 32 Palästinenser getötet worden sein. Nach Angaben der palästinensischen Statistikbehörde PCBS wurden im Gazastreifen mindestens 22.000 Häuser beschädigt oder zerstört, dies entspricht 14 Prozent aller Häuser im Gazastreifen. Die Schäden werden auf zwei Milliarden Dollar geschätzt.
Für den Wiederaufbau im Gaza-Streifen forderten die Vereinten Nationen „mehrere hundert Millionen Dollar an Soforthilfe“. Der UN-Nothilfekoordinator erklärte, bis zu zwei Milliarden Dollar würden mittelfristig zum Wiederaufbau benötigt. EU-Entwicklungskommissar Michel kündigte an, kurzfristig humanitäre Hilfe bereitzustellen.
Nach Angaben des Leiters des WHO-Büros in Gaza, Tony Laurance, wurden während des Konflikts durch Israel 16 Gesundheitseinrichtungen beschädigt. Ein von Israel am Grenzübergang Erez errichtetes Feldlazarett wird von den Palästinensern nahezu nicht genutzt. Tony Laurance bezweifelt, dass die palästinensische Führung den Palästinensern den Besuch der Klinik erlauben werde.
Während der Operation wurden israelischen Behörden zufolge ca. 1900 Einschläge in Israel registriert, etwa 1500 Mal sollen dort Gebäude getroffen worden sein.

## Reaktionen

### Israelis
Laut Umfrage der Universität Tel Aviv vom 4. bis 6. Januar 2009 unterstützten israelische Juden zu über 90 % die Angriffe auf Gaza, während 85 % der israelischen Araber (20 % der Bevölkerung) genau gegensätzlicher Ansicht waren. Auch stiegen die Popularitäts- und Umfragewerte der beteiligten Politiker (besonders Ehud Barak) und der Regierungsparteien seit Beginn der Angriffe. Teile der israelischen Friedensbewegung äußerten Kritik an der Operation, so z. B. Uri Avnery, der schrieb, es hätte sich um einen Wahlkampfkrieg gehandelt. (am 10. Februar 2009 fanden die Knesset-Wahlen statt). Dagegen machte Amos Oz die Hamas allein verantwortlich und erklärte die Luftangriffe für notwendig, lehnte aber einen Einmarsch ab und mahnte baldige Waffenstillstandsverhandlungen an.

### Palästinenser
Nach den israelischen Luftangriffen hat Hamas-Führer Chalid Maschal alle Palästinenser zu einer dritten Intifada gegen Israel aufgerufen. Die Hamas werde ihren Widerstand durch Selbstmordaktionen fortsetzen. In Bezug auf eine mögliche Bodenoffensive Israels drohte die Hamas, die Israelis würden im Gaza Bomben „in Form von Frauen und Kindern“ antreffen. Im Verlauf des Konflikts erklärte das hochrangige Hamas-Mitglied Mahmud az-Zahar in einer Videobotschaft angesichts der israelischen Taten auch die Tötung israelischer Kinder für legitim. Zuvor sprach die gemäßigte palästinensische Politikerin Hanan Aschrawi in einem Interview mit dem arabischen Sender Al-Dschasira ebenfalls von einem „Massaker“.
Am 3. Januar veröffentlichte eine palästinensische Nachrichtenagentur eine Umfrage aus dem Gazastreifen, nach der 60 % der Bewohner es für falsch hielten, dass die Hamas den Waffenstillstand mit Israel nicht verlängert hat. Die palästinensische Bevölkerung hatte sich schon im Vorfeld des Konflikts mehrheitlich für eine Verlängerung der Waffenruhe mit Israel ausgesprochen. Auch im Verlauf des Konflikts wurde Kritik aus der Bevölkerung des Gazastreifens an dem Vorgehen der Hamas laut. Sie sei lediglich an ihrem Machterhalt interessiert, verstecke sich und lagere Waffen in Wohnhäusern, die dann von der israelischen Armee bombardiert würden. Leidtragende seien die Armen.

### Vereinte Nationen
- In einer Dringlichkeitssitzung des UN-Sicherheitsrates auf Antrag Libyens forderte dieser eine „sofortige Einstellung aller Gewalt“ von beiden Konfliktparteien.[53]
- UN-Generalsekretär Ban Ki-moon verurteilte die Luftangriffe Israels ebenso wie die Raketenangriffe der Hamas.[175]
- Navanethem Pillay, UN-Menschenrechtskommissarin, verurteilte ebenfalls die Hamas-Raketenangriffe auf Israel, sprach aber zugleich auch von einem unverhältnismäßigen Einsatz von Gewalt der israelischen Streitkräfte. Sie rief die politische Führung des Landes auf, an den Grundsätzen des humanitären Völkerrechts festzuhalten und das Verbot des Beschusses von Zivilisten zu beachten.[176]
- Mit der Resolution 1860 forderte der Sicherheitsrat der Vereinten Nationen die Kriegsparteien am 8. Januar 2009 zu einer sofortigen Waffenruhe auf, der zum vollständigen Rückzug der israelischen Streitkräfte aus dem Autonomiegebiet führen soll.
- Am 12. Januar 2009 verurteilte der UN-Menschenrechtsrat gegen die Stimme Kanadas bei Enthaltung der europäischen Staaten das Vorgehen Israels.[177] Die Neutralität dieses Gremiums ist allerdings umstritten; siehe dazu UN-Menschenrechtsrat Kritik.
- Im September 2009 wurde ein vom UN-Menschenrechtsrat in Auftrag gegebener UN-Sonderbericht unter Leitung des ehemaligen südafrikanischen Richters Richard Goldstone veröffentlicht, in dem sowohl Israel als auch Palästinensern vorgeworfen wurde, während der Operation Kriegsverbrechen und möglicherweise auch Verbrechen gegen die Menschlichkeit begangen zu haben (Goldstone-Bericht). Der israelischen Armee wird vorgeworfen, bestimmte Waffen und Munition völkerrechtswidrig eingesetzt, nichtmilitärische Ziele angegriffen und den Tod von palästinensischen Zivilisten in Kauf genommen zu haben. Der radikalislamischen Hamas wiederum wird zur Last gelegt, durch Raketenangriffe auf israelische Zivilisten und den Missbrauch von Wohngebieten, Krankenhäusern und Moscheen als Rückzugsorte und Kampfbasen die eigene Bevölkerung zur Zielscheibe gemacht zu haben.[87][178] In der auf diesem Bericht basierenden Resolution des UN-Menschenrechtsrates im Oktober 2009 wurde der Raketenbeschuss der Hamas auf die israelische Zivilbevölkerung mit keinem Wort mehr erwähnt. In einem Artikel der Washington Post vom 1. April 2011 stellte Goldstone jedoch seinen Bericht teilweise in Frage, insbesondere die Passagen, die Israel eine Mitverantwortung an der Eskalation des Konflikts zuwiesen, sowie die Aussage, die Mehrheit der palästinensischen Todesopfer seien Zivilpersonen gewesen.[179] Er erklärte, dass sein Bericht anders ausgefallen wäre, wenn er damals schon das gewusst hätte, was er heute wüsste. Die drei Mitautoren des Goldstone-Berichts, Hina Jilani, Christine Chinkin und Desmond Travers, distanzierten sich scharf von der Neubewertung der Vorfälle durch Goldstone. Sie urteilen, dass sich an den Ergebnissen des Berichtes nichts verändert habe, und vermuteten in Goldstones Neubewertung das Ergebnis von politischem Druck.[180]

### Europäische Union
- Benita Ferrero-Waldner, EU-Außenkommissarin, forderte Ende Dezember die Konfliktparteien zur Beendigung der Gewalt auf.[181]
- Der Sprecher des tschechischen EU-Ratsvorsitzes, Jiří Potužník, legitimierte das Vorrücken israelischer Truppen als einen „Akt der Verteidigung“. Jedoch entschuldigte sich Potuznik kurz darauf für den Begriff „Verteidigung“ und erklärte: „Selbst das unbestreitbare Recht eines Staats, sich selbst zu verteidigen, erlaubt nicht Aktionen, die großteils Zivilisten betreffen.“[182]
- Die EU stellte den Palästinensern am 4. Januar 2009 3 Millionen Euro Nothilfe für Lebensmittel, Notunterkünfte und medizinische Versorgung zur Verfügung.[183]

### Arabische Liga
Der Generalsekretär der Arabischen Liga, Amr Musa, kritisierte am 31. Dezember nach einer Dringlichkeitssitzung sowohl Israel, als auch die Hamas und Palästinenser-Präsident Mahmud Abbas. Die israelische Regierung habe die Operation aus Wahlkampfgründen begonnen. Die Hamas kritisierte er für die einseitige Aufkündigung der Waffenruhe. Die Palästinenser hätten das Recht auf Widerstand, doch dieser müsse verantwortungsvoll sein. Mahmud Abbas warf er Untätigkeit vor. Der saudische Außenminister Saud al-Faisal äußerte auf der Konferenz, das „schreckliche Massaker wäre nicht passiert, wenn das palästinensische Volk vereinigt hinter einer Führung gestanden hätte“. Einer am 16. Januar auf Initiative Katars einberufenen Sondersitzung der Arabischen Liga blieben über die Hälfte der Mitgliedsstaaten fern, darunter Ägypten, Jordanien und Saudi-Arabien. Die teilnehmenden Nationen verurteilten die israelische Operation als „Verbrechen“. Der syrische Präsident Baschar al-Assad forderte die arabischen Staaten während der Konferenz auf, alle direkten und indirekten Beziehungen zu Israel abzubrechen. Katar und Mauretanien kamen dieser Aufforderung nach.

### Maghreb-Union
Wegen der Unterstützung Israels durch europäische Staaten während des Krieges überprüften die Mitgliedstaaten der Union des Arabischen Maghreb ihre Mitgliedschaft in der neu gegründeten Mittelmeer-Union.

### Einzelne Staaten
- Die deutsche Bundeskanzlerin Angela Merkel sah in einem Telefonat mit dem israelischen Ministerpräsidenten Ehud Olmert die Schuld für die Eskalation des Nahostkonflikts allein bei der Hamas. Sie bekräftigte Israels Recht auf Verteidigung und forderte gleichzeitig die Rückkehr zum politischen Prozess.[187] Diese Schuldzuweisung wurde in Folge wiederum von Experten der SPD und FDP kritisiert.[188]
- Der damalige Präsident der Vereinigten Staaten, George W. Bush, bezeichnete die Angriffe der Hamas als Akt des Terrors und forderte die Hamas zu einer Waffenruhe auf.[189]
- Frankreichs Präsident Nicolas Sarkozy warf Israel unverhältnismäßigen Einsatz von Gewalt vor und forderte die sofortige Beendigung der Bombardierung. Er verurteilte auch die Angriffe radikaler Palästinenser auf Israel.[181][190]
- Papst Benedikt XVI. verurteilte jede Form von Gewalt und rief die Konfliktparteien zu einer Waffenruhe auf, die unabdingbar für die Wiederherstellung akzeptabler Lebensbedingungen sei.[191]
- Die jordanische Regierung forderte Israel zur Beendigung der Militäroperationen und angeblicher kollektiver Bestrafungen der palästinensischen Zivilbevölkerung auf.[190]
- Der türkische Ministerpräsident Erdoğan kritisierte die israelischen Luftangriffe als „Verbrechen gegen die Menschlichkeit“.[192] Er forderte, dass Israel von den Vereinten Nationen ausgeschlossen werden müsse, solange es die UN-Resolutionen nach einem Ende der Kampfhandlungen missachtet.[193]
- Der bolivianische Präsident Evo Morales kritisierte den Sicherheitsrat der Vereinten Nationen für seine angeblich zurückhaltende Reaktion auf die Krise. Er forderte, dass dem damaligen israelischen Präsidenten Shimon Peres der Friedensnobelpreis aberkannt werden solle.[194]
- Syrien zog sich aus den indirekten Friedensverhandlungen mit Israel zurück. Die Türkei vermittelte zwischen beiden Parteien.[195]

### Demonstrationen

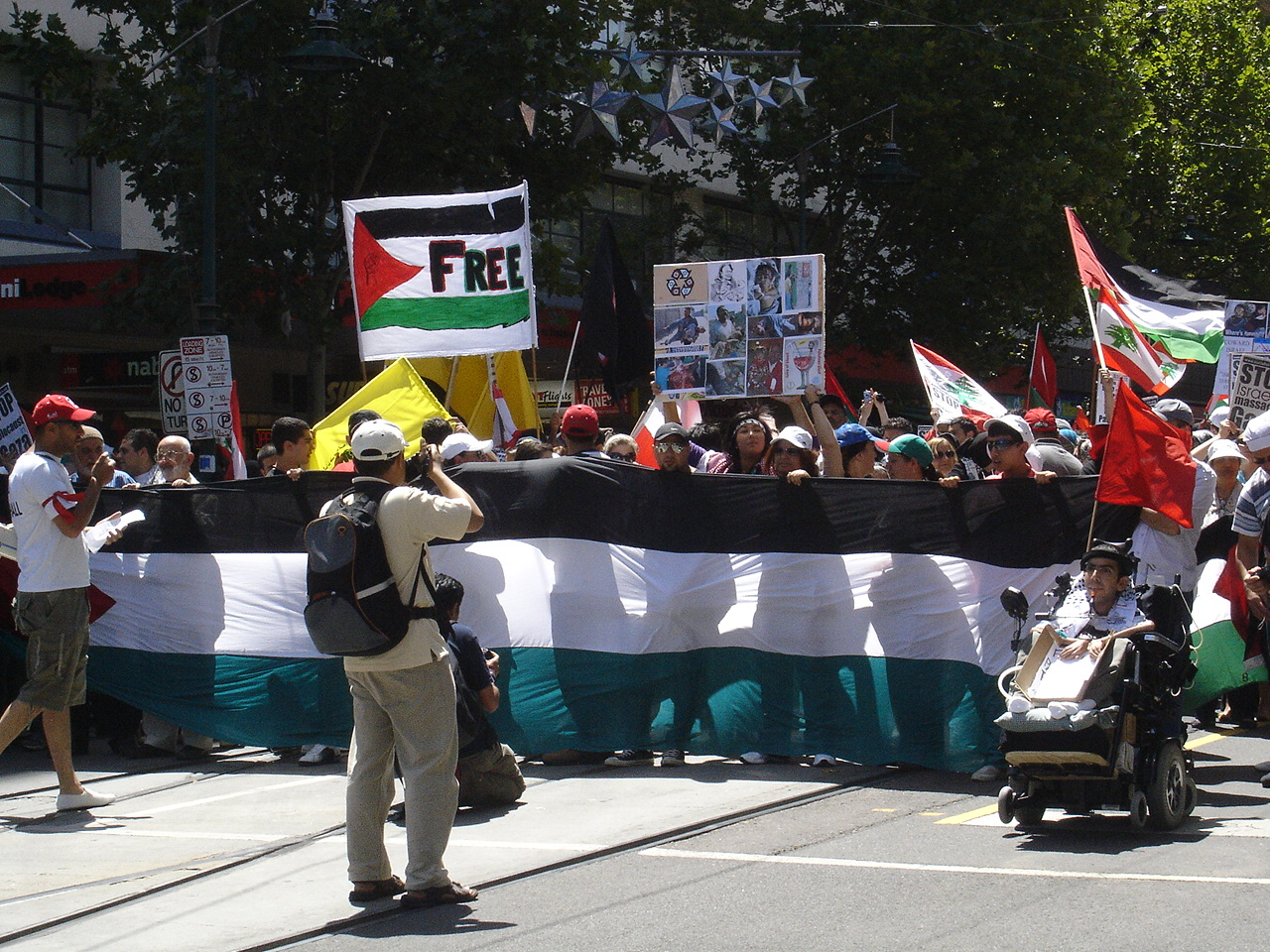
Demonstration gegen die israelische Militäroperation
(Melbourne/Australien/4. Januar 2009)

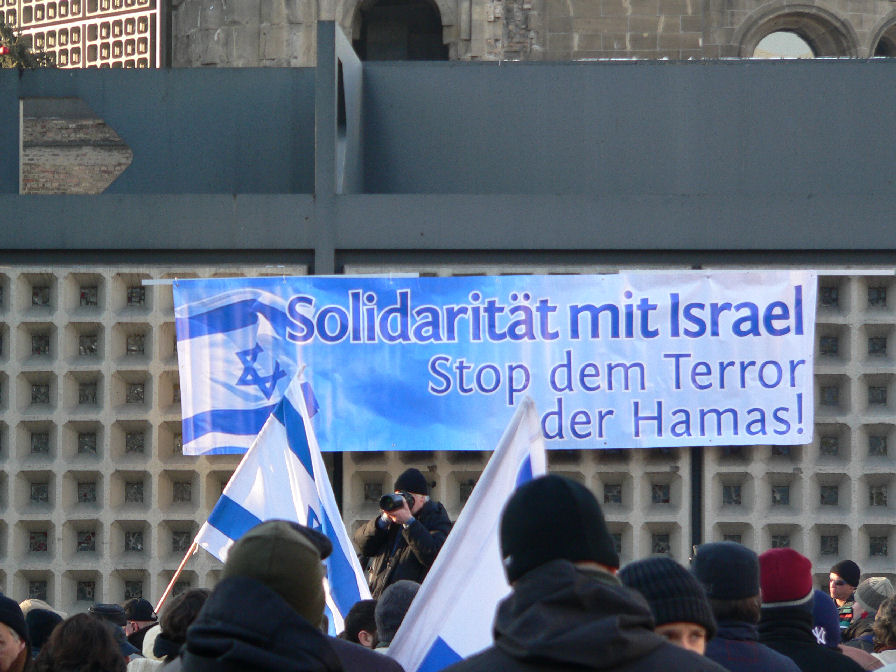
Demonstration für Israel
(Berlin/Deutschland/11. Januar 2009)

In Israel, den USA, der Schweiz, Österreich, Deutschland sowie in zahlreichen arabischen und weiteren Ländern kam es als Reaktion auf die israelischen Luftangriffe zu Demonstrationen mit zum Teil mehr als 10.000 Teilnehmern.
In Großbritannien wurden aus Protest gegen den Gaza-Krieg Universitäten besetzt.
Bei einer Demonstration in Duisburg, zu der eine Organisation der Millî Görüş aufgerufen hatte, stürmte die Polizei eine Wohnung und entfernte unter dem Beifall der Menge zwei israelische Fahnen aus den Fenstern, was zu einem Protest des Zentralrats der Juden in Deutschland führte. Die Polizei rechtfertigte ihr Vorgehen damit, dass hinter den Fahnen verborgen in der Wohnung sich Kinder hätten befinden können, die durch mögliche Würfe von Steinen oder anderen Gegenständen in Gefahr hätten sein können. Drei Tage nach diesem Vorfall entschuldigte sich die Polizei für ihr Vorgehen.
Im Westjordanland erschossen israelische Soldaten bei gewaltsamen Protesten einen palästinensischen Demonstranten, nachdem sie mit Steinen beworfen worden waren.
In verschiedenen europäischen Städten kam es auch zu Demonstrationen zur Unterstützung der israelischen Militäroperationen. In Paris versammelten sich nach Angabe der Organisatoren 12.000, in London 7.000 und im kanadischen Toronto über 4.000 Demonstranten, um ihrem Unmut gegenüber der Hamas und ihrer Solidarität mit Israel Ausdruck zu verleihen. Zahlreiche kleinere Demonstrationen gab es auch in den Vereinigten Staaten. In Deutschland demonstrierten mehrere tausend Leute auf Kundgebungen unter anderem in Berlin, Frankfurt und München für Israel.

### Antisemitische Äußerungen
Auf einigen Demonstrationen in Deutschland wurden nach Angaben des Generalsekretärs des Zentralrats der Juden, Stephan Kramer, vereinzelt auch antisemitische Parolen verbreitet, es gab auch Äußerungen, die dem Arsenal des christlichen Antijudaismus entlehnt waren, zudem wurde in einigen Fällen das Vorgehen der israelischen Armee in die Nähe des Holocaust gerückt. Beim größten Neonazi-Aufmarsch Europas anlässlich des Jahrestags der Luftangriffe auf Dresden versuchte die NPD mit der Parole „Gestern Dresden, heute Gaza“ ihr auf Schuldumkehr basierendes Geschichtsbild in die Gegenwart zu projizieren.
In weiteren Ländern der Europäischen Union kam es ebenfalls zu antisemitischen Äußerungen. In London waren bei Anti-Israel-Demonstrationen Plakate mit Parolen wie „Kill all Juice“ zu sehen. Die bewusst falsche Schreibweise diene dem Schutz vor Strafverfolgung. In Frankreich gab es mehr als 30 antisemitische Vorfälle. So wurden Synagogen im Pariser Vorort Saint-Denis und in Schiltigheim bei Straßburg mit Brandsätzen beworfen.
Bei Demonstrationen in den Niederlanden waren Parolen wie „Hamas, Hamas – Juden ins Gas“ zu hören.

### Boykottaufrufe gegen Israel
Die Globalisierungskritikerin Naomi Klein erklärte in einem Gastkommentar in der britischen Zeitung The Guardian im Januar 2009 ihre Unterstützung für die Boykottkampagne gegen Israel, vergleichbar derjenigen gegen das südafrikanische Apartheidregime.
In den deutschen Zeitungen Die Zeit und die tageszeitung (taz) wurden Kleins Äußerungen aufgrund der Assoziation an die NS-Parole „Wehrt Euch! Kauft nicht bei Juden!“ als Beleg für judenfeindliche Untertöne in der Kritik an der israelischen Regierung durch Globalisierungskritiker gewertet.
Der Duisburger Oberbürgermeisterkandidat der Partei Die Linke, Hermann Dierkes, erklärte auf einer Veranstaltung seiner Partei, jeder könne durch den Boykott israelischer Waren dazu beitragen, dass der Druck für eine andere Politik verstärkt wird. Nach heftiger öffentlicher, aber auch parteiinterner Kritik trat Dierkes einige Tage später von allen Parteiämtern zurück.
Am 1. Februar verweigerten Hafenarbeiter der South African Transport and Allied Workers Union im Hafen von Durban das Entladen eines israelischen Schiffes. Der südafrikanische Gewerkschaftsdachverband COSATU unterstützt die Kampagne für einen internationalen Boykott und Sanktionen gegen Israel. Darauf folgend erklärten am 4. Februar 2009 Gewerkschafter der Maritime Union of Australia ihre Unterstützung des Boykotts und verurteilten das israelische Vorgehen in Gaza.